# Salam (Tombuctú)
Salam es una comuna o municipio del círculo de Tombuctú de la región de Tombuctú, en Malí. En abril de 2009 tenía una población censada de 21 462 habitantes.
Se encuentra ubicada al noreste del país, en la zona del desierto del Sahara.